# Іванова Тетяна Георгіївна
Тетяна Георгіївна Іванова (нар. 4 січня 1940, місто Москва, тепер Російська Федерація) — радянська діячка, 1-й секретар Калінінського районного комітету КПРС міста Москви, заступник голови Президії Верховної ради Російської РФСР. Депутат Верховної ради Російської РФСР. Народний депутат Російської РФСР у 1990—1993 роках. Кандидат у члени ЦК КПРС у 1981—1990 роках.

## Життєпис
У 1957—1960 роках — регістратор дитячої міської лікарні міста Москви.
У 1960—1972 роках — молодший редактор видавництва «Молодая гвардия», старший редактор журналу «Новый мир», редактор видавництва «Наука» в місті Москві.
У 1966 році закінчила Московський державний університет імені Ломоносова.
Член КПРС з 1968 року.
У 1972—1974 роках — секретар партійного бюро видавництва «Наука» в місті Москві.
У 1974—1977 роках — завідувач відділу, у 1977—1979 роках — 2-й секретар, у жовтні 1979 — 1985 року — 1-й секретар Калінінського районного комітету КПРС міста Москви.
У 1984 році закінчила заочно Академію суспільних наук при ЦК КПРС.
У 1985—1990 роках — заступник голови Президії Верховної ради Російської РФСР.
У 1990—1991 роках — заступник голови Державного комітету СРСР з національних питань.
З 1992 року — радник Російської спілки промисловців і підприємців.
Потім — на пенсії в місті Москві.

## Нагороди і звання
- ордени
- медалі